# Лое-Ферден
Лое-Ферден (њем. Lohe-Föhrden) општина је у њемачкој савезној држави Шлезвиг-Холштајн. Једно је од 165 општинских средишта округа Рендсбург. Према процјени из 2010. у општини је живјело 638 становника. Посједује регионалну шифру (AGS) 1058097.

## Географски и демографски подаци
Лое-Ферден се налази у савезној држави Шлезвиг-Холштајн у округу Рендсбург. Општина се налази на надморској висини од 8 метара. Површина општине износи 16,0 km². У самом мјесту је, према процјени из 2010. године, живјело 638 становника. Просјечна густина становништва износи 40 становника/km².